# 김경태 (1938년)
김경태(金景泰, 1938년 ~ )는 관세청장을 역임한 대한민국의 경제관료이자 정치인이다. 전라북도 고창군 출신으로 서울대학교 법과대학을 졸업하였다.
제14회 고등고시 행정과에 합격하여 공직에 입문하였다. 재무부 관세국장, 제8대 세무대학 학장, 민주정의당 수석재무전문 위원을 역임하였다. 관세청 차장을 거쳐 제11대 관세청장을 역임하였다. 이는 박근혜 정부의 제27대 천홍욱 총장 이전까지 관세청의 마지막 내부 인사였다.
퇴임 이후, 삼성자동차와 삼성전자 고문으로 활동하였으며 2010년부터 현재까지 제2대 관세동우회 회장으로 활동하고 있다.

## 학력
• 고창고등학교
• 서울대학교 법과대학